# Toyota Motor Manufacturing Kentucky
Toyota Motor Manufacturing Kentucky, Inc. (TMMK) ist ein Automobil- und Motorenhersteller mit Sitz in Georgetown, Kentucky. Es ist eine 100%ige Tochtergesellschaft von Toyota.

## Geschichte

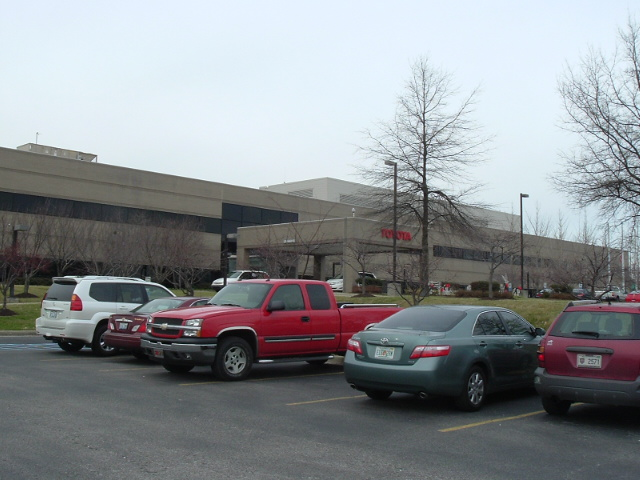
Besucherzentrum der TMMK

Das Unternehmen wurde im Januar 1986 unter dem Namen Toyota Motor Manufacturing USA, Inc. (TMM) gegründet.  Im Mai 1988 begann die Produktion. Im Oktober 1996 wurde der Name zu TMMK geändert, gleichzeitig wurde TMMNA gegründet. Das Werk in Kentucky ist mittlerweile die größte Fahrzeugfabrik des Toyota-Konzerns.
Das Werk hatte Anfang 2018 eine theoretische Produktionskapazität von 550.000 Fahrzeugen und mehr als 600.000 Motoren.

## Modelle

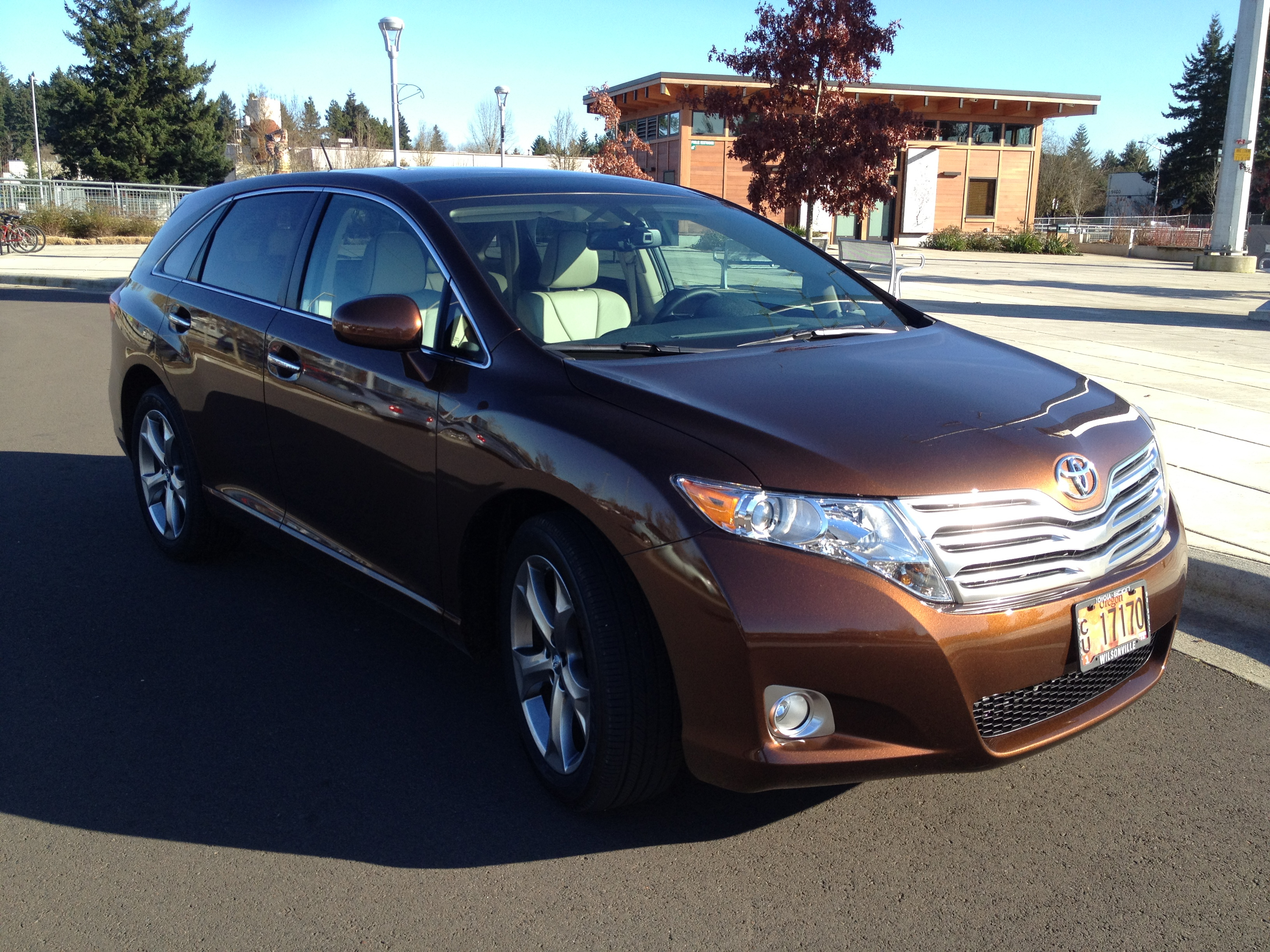
Toyota Venza

Das erste hergestellte Modell war der Toyota Camry. Im September 1994 begann die Produktion des Toyota Avalon. Von August 1997 bis Dezember 2002 wurde hier der Toyota Sienna montiert (die Produktion wurde anschließend bei Toyota Motor Manufacturing Indiana fortgesetzt).
Im Juli 2003 begann die Produktion des Toyota Solara. Als weitere Modellvariante kam im Oktober 2006 der Toyota Camry in der Hybridversion hinzu. Seit November 2008 wird der Toyota Venza (Nachfolger des Solara) hergestellt. Ein weiteres Modell von TMMK ist der Lexus ES 350.
Seit Dezember 1989 wurde hier der Motortyp L4 gefertigt, seit September 1994 zusätzlich auch V6-Motoren.